# هوهنهایم
هوهنهایم (به آلمانی: Hohenheim) یک منطقهٔ مسکونی در آلمان است که در اشتوتگارت واقع شده‌است.